# Lipie (Częstochowa)
Pour les articles homonymes, voir Lipie.
Lipie est une localité polonaise de la gmina de Dąbrowa Zielona, située dans le powiat de Częstochowa en voïvodie de Silésie.